# Dievo avinėlis
Dievo avinėlis (deutsch etwa: „Lamm Gottes“ oder „Gottesschäfchen“) ist ein Opernballett in drei Akten von Feliksas Bajoras (Musik) mit einem Libretto von Rimantas Šavelis nach dessen gleichnamigem Roman sowie Versen von Marcelijus Martinaitis und Sigitas Geda. Das Werk entstand 1982, wurde aber erst am 17. November 2022 am Litauischen Nationaltheater für Oper und Ballett in Vilnius uraufgeführt.

## Handlung
Die Oper spielt nach einem Krieg in Litauen. Zwei Parteien streiten gewaltsam um die Macht: „Waldpartisanen“ gegen „Zerstörer“ bzw. „Parteigänger“ gegen „Verteidiger des Volkes“. Diese äußere Handlung wird von den Sängern dargestellt. Hinzu kommt im Ballett eine geistige Handlung mit verstorbenen Personen und Erinnerungen. Geschildert wird die „Atmosphäre von Unbehagen, Angst und Ungewissheit über die Zukunft, während ein Dorfschuster versucht, auf dem geraden und schmalen Pfad der Ehrlichkeit zu bleiben.“ Das zentrale Thema ist jedoch der Zusammenprall zwischen der materiellen und der spirituellen Welt.

### Erster Akt
Nach dem Tod des von Landsleuten ermordeten Kvedaras klagen Bauern mutlos über die Ereignisse. Sie sprechen der Witwe Gabija ihr Mitgefühl aus. Gabija trauert nicht nur um ihren Mann, sondern auch um das Schicksal ihrer Heimat. Der landlose Schuhmacher Titas sehnt sich nach einem eigenen Haus mit Garten. Der Partisanenkämpfer Tigrūdis bedankt sich bei ihm, dass er sich um Kvedaras „gekümmert“ habe, und verheißt ihm ein Haus und eine Ehefrau. Als Titas widerspricht, wirft Tigrūdis ihn aggressiv zu Boden. Kvedaras’ Geist tanzt im Wald mit den Bäumen. Titas gibt sich seinen Gedanken hin. Er hatte Kvedaras nicht verraten, um den Partisanen zu helfen, sondern um Gerechtigkeit und Frieden zu erlangen, denn Kvedaras war für die Zerstörung seines Vaterhauses verantwortlich gewesen. Gabija erscheint. Sie erhofft sich von Titas Trost und Nähe. Er zögert.

### Zweiter Akt
Titas und Gabija haben geheiratet. Sie feiern ihre Hochzeit mit vielen Gästen in Kvedaras’ Haus. Gabija hat den Tod ihres ersten Mannes noch nicht überwunden, der Ehe aber zugestimmt, weil sie fürchtete, sonst nach Sibirien verschleppt zu werden. Als erneut Kvedaras’ Geist erscheint, verlässt sie die Feier nach einem traurigen Lied. Der Heiratsvermittler Apolinaras bittet die Anwesenden um Verständnis. Er fordert Titas auf, sich der Partisanen-Kolchose anzuschließen. Titas möchte jedoch seinen neuen Besitz nicht gleich wieder aufgeben. Auch Tigrūdis redet ihm ins Gewissen, da er nun zu ihnen gehöre. In der folgenden Tanzszene erscheinen Titas seine Familie, seine erste Frau Agile, die Partisanen und Kvedaras.

### Dritter Akt
In ihrem Lager im Wald treffen die Lebenden und die Toten aufeinander. Die Partisanen stimmen sich auf den bevorstehenden Kampf ein. Sie bedrängen Titas gewaltsam, sich ihnen endlich anzuschließen. Dessen Gedanken gelten jedoch der Vergangenheit und seinen Frauen Gabija und Agile. Die Partisanen hoffen, dass es Tigrūdis gelingen wird, das Land zu vereinen. Es kommt zum vernichtenden Kampf zwischen den beiden Parteien. Titas’ Haus brennt nieder. Die Toten erheben sich und verkünden, dass nun die Zeit des Sieges und der Wahrheit gekommen sei. Eine Frau betet darum, dass es im Frühling genügend Menschen geben werde, die das Brot essen werden.

## Orchester
Die Orchesterbesetzung der Oper umfasst die folgenden Instrumente:
- Holzbläser: drei Flöten, drei Oboen, drei Klarinetten, drei Fagotte
- Blechbläser: vier Hörner, drei Trompeten, drei Posaunen, Tuba
- Pauken, Schlagzeug (vier Spieler)
- Harfe
- Klavier
- Streicher

## Werkgeschichte
Feliksas Bajoras komponierte dieses Opernballett 1982. Das Grundgerüst des Librettos stammt von Rimantas Šavelis. Es basiert auf seinem gleichnamigen Roman. Šavelis fand das Projekt anfangs heikel und stimmte erst nach einiger Überredung zu, den Roman in ein Libretto umzuwandeln. Marcelijus Martinaitis ergänzte weitere Episoden in Gestalt längerer klobiger Verse. Abschließend verlieh Sigitas Geda dem Text Lakonik und volkstümlichen Humor. Bajoras konzipierte das Werk von Anfang an als Kombination von Oper und Ballett. Große Abschnitte der Musik sind ohne Gesang ausschließlich dem Tanz gewidmet.
Das Litauische Kulturministerium hatte nur wenig am Libretto auszusetzen. Beispielsweise durfte das Wort „Sibirien“ nicht vorkommen, und es durften beim Öffnen des Vorhangs keine Toten auf der Bühne liegen. Die Autoren änderten dies entsprechend. Anschließend erhielt der Vorsitzende der Komponistenvereinigung, Vytautas Laurušas, die Nachricht, dass die Oper geprüft wurde und keine Kritik aufgekommen sei. Dann gab es jedoch weitere Diskussionen, nach denen das Libretto abgelehnt wurde, weil es die Partisanen zu positiv zeichnete. Da die Oper bereits vom Kulturministerium akzeptiert worden war, ging Bajoras davon aus, dass das Zentralkomitee der Kommunistischen Partei die ablehnende Entscheidung bereits zuvor getroffen hatte. Er wies darauf in diesem Zusammenhang hin, dass das zentrale Thema der Oper keineswegs der Partisanenkampf sei, sondern der Zusammenprall zwischen der materiellen und der spirituellen Welt.
Nachdem Bajoras klar wurde, dass die Oper nicht aufgeführt werden konnte, fasste er Ausschnitte daraus zu einem Symphonie-Diptychon (1984/1993) zusammen. Es enthält die Ouvertüre des zweiten Akts, ein Hochzeits-Motiv, Material aus dem dritten Akt und einen Feuertanz als Finale. Bajoras wurde 1989 für dieses Stück mit dem Balys-Dvarionas-Preis ausgezeichnet.
Der polnische Musikwissenschaftler Krzysztof Droba hielt das Werk für eine der besten Opern des 20. Jahrhunderts. Nachdem Litauen die Unabhängigkeit erlangt hatte, führte der Regisseur Jonas Vaitkus 1991 eine Sprechtheaterfassung im Litauischen Nationaltheater auf, bei der die Musik leise im Hintergrund erklang. Außerdem wurden Ausschnitte im Rahmen von Sinfoniekonzerten gespielt.
Zur Uraufführung kam es erst vierzig Jahre später am, 17. November 2022, im Litauischen Nationaltheater für Oper und Ballett in Vilnius. Dabei wurde die Partie des toten Partisanen Kvedaras von zwei Tänzern übernommen. Die musikalische Leitung hatte Gintaras Rinkevičius. Für Regie und Choreografie war Martynas Rimeikis zuständig, für die Bühne Marijus Jacovskis, für die Kostüme Elvita Brazdylytė und für das Lichtdesign Levas Kleinas. Die Darsteller waren Steponas Zonys (Titas), Jeronimas Krivickas und Ernestas Barčaitis (Kvedaras), Kšištofas Bondarenko (Apolinaras), Karolis Kašiuba (Tigrūdis), Kamilė Bonté (Gabija), Monika Pleškytė (Agile), Jūratė Rudžianskaitė (Mutter), Alfredas Celiešius (Vater), Ieva Prudnikovaitė (eine Frau), Rafailas Karpis (Anupras), Edgaras Davidovičius (Paliulis), Tomas Pavilionis (Morciūnas), Arūnas Malikėnas (Naudickas), Egidijus Dauskurdis (Kalpokas) sowie die Tänzer Aistis Kavaliauskas, Tomas Kratkovskis, Laimis Roslekas und Igoris Zaripovas (Zerstörer). Operavision stellte einen Mitschnitt als Videostream im Internet bereit.

## Aufnahmen
- 2001 – Robertas Šervenikas (Dirigent), Litauisches Staatliches Symphonieorchester, Staatschor Kaunas.
 Mindaugas Žemaitis (Titas), Vladimiras Prudnikovas (Apolinaras), Ligita Račkauskaitė (Gabija).
 Ausschnitte in der 4-CD-Box Lietuvių Muzikos Antologija.
 Lithuanian Musicians’ Union LMSMBCD-021.[5][12]
- 17. November 2022 – Gintaras Rinkevičius (Dirigent), Martynas Rimeikis (Regie und Choreografie), Marijus Jacovskis (Bühne), Elvita Brazdylytė (Kostüme), Levas Kleinas (Licht), Litauisches Staatliches Symphonieorchester, Chor des Litauischen Nationaltheater für Oper und Ballett.
 Steponas Zonys (Titas), Jeronimas Krivickas und Ernestas Barčaitis (Kvedaras), Kšištofas Bondarenko (Apolinaras), Karolis Kašiuba (Tigrūdis), Kamilė Bonté (Gabija), Monika Pleškytė (Agile), Jūratė Rudžianskaitė (Mutter), Alfredas Celiešius (Vater), Ieva Prudnikovaitė (eine Frau), Rafailas Karpis (Anupras), Edgaras Davidovičius (Paliulis), Tomas Pavilionis (Morciūnas), Arūnas Malikėnas (Naudickas), Egidijus Dauskurdis (Kalpokas), Aistis Kavaliauskas, Tomas Kratkovskis, Laimis Roslekas und Igoris Zaripovas (Zerstörer).
 Video; Mitschnitt der Uraufführung im Litauischen Nationaltheater für Oper und Ballett in Vilnius.
 Videostream bei Operavision.[2]